# 5e régiment d'artillerie à cheval
Pour les articles homonymes, voir 5e régiment.
Ne doit pas être confondu avec 5e régiment d'artillerie.
Le 5e régiment d'artillerie à cheval (5e à cheval) où 5e régiment d'artillerie légère est un régiment d'artillerie de l'Armée de terre française créé sous la Révolution par la réunion de compagnies de canonniers à cheval créées en 1792. Il est licencié en 1814.

## Création et différentes dénominations
- 7 août 1794 : Organisation du 5e régiment d'artillerie à cheval[note 1]
- août 1814 : Licencié

## Colonels et chefs de corps
- 8 août 1794 : Etienne Joseph de La Tournerie
- 12 mars 1800 : Maximilien Sébastien Foy
- 22 décembre 1808 : François Beaudire Berge
- mai 1813 : N. Chauveau

## Historique des garnisons, combats et batailles

### Guerres de la Révolution et de l'Empire
Le « 5e régiment d'artillerie à cheval » a été organisé à Metz, le 7 août 1794, sur le pied de six compagnies parmi lesquelles se trouvaient les 16e, 17e, 18e et 32e compagnies.
De 1795 à 1797, le régiment affecté aux armées du Rhin et de Rhin-et-Moselle se trouve au blocus de Mannheim en 1795, au passages du Rhin et à la défense de Kelh en 1796 et 1797.
Le 5e à cheval a servi avec un grand éclat dans l'armée d'Italie, et a reçu du général Bonaparte trois étendards d'honneur pour s'être distingué à Mondovi, Lodi, Castiglione, La Corona, Trente, Bassano, Saint-Georges, Rivoli, Arcole, La Favorite, aux passages de la Piave, du Tagliamento et de l'Isonzo, et à Gradisca. 
Sa 2e compagnie a fait la campagne d'Égypte dans la division Desaix, dont le chef de brigade Etienne Joseph de La Tournerie commandait l'artillerie. 
La 3e compagnie, embarquée sur le vaisseau le Hoche pour l'expédition d'Irlande est faite prisonnière au combat naval de l'île de Toraigh le 12 octobre 1798.
Les compagnies demeurées disponibles ont fait en 1800 la bataille de Marengo. 
En 1801, la 4e compagnie du 8e régiment d'artillerie à cheval qui avait été supprimé est incorporée au « 5e régiment d'artillerie à cheval ».
En 1802, la moitié de la 6e compagnie a fait partie de l'expédition de Saint-Domingue.

Cette même année, le 5e à cheval, dont le dépôt était à La Fère, reçoit par incorporation les 1re et 2e compagnies du 7e régiment d'artillerie à cheval qui avait été supprimé. Après cette opération le dépôt est dirigé sur Rennes.
A sa rentrée d'Égypte, la 2e compagnie est passée presque tout entière dans l'artillerie de la Garde Consulaire, dont le chef d'escadron Joseph Christophe Couin, du régiment, eut le commandement supérieur.
En 1803, le régiment envoya 4 compagnies au camp de Boulogne et le dépôt alla s'établir à Besançon, où il est rallié par les 3e et 4e compagnies depuis longtemps cantonnées en Toscane et dans le royaume de Naples.
Les 4 compagnies commandées par le colonel Foy ont servi à la Grande Armée à Austerlitz, Iéna, Eylau, Heilsberg et Friedland. 
En 1808, le 5e à cheval se partage entre l'Allemagne et l'Espagne. En Espagne le régiment participe à l'attaque de Valence et à la bataille de Vimeiro en 1808, aux batailles de Talavera et de Belchite (en) en 1809. 
En 1809, lors de la Campagne d'Allemagne et d'Autriche il assiste à la bataille de Wagram. 
Dans la péninsule Ibérique, le 5e à cheval est engagé au siège de Lérida en 1810 et à la bataille d'Albuera en 1811.
Voici quel était le fractionnement du corps en 1812 :
- les 1re, 2e, 3e, 4e et 6e compagnies sont attachées au 1er corps de la Grande Armée
- la 5e compagnie sert en Portugal
- la 7e compagnie se trouve en Aragon

Les 1re, 2e, 3e, 4e et 6e compagnies engagées dans la campagne de Russie combattent à La Moskova et à Vilna,
En 1813, durant la campagne d'Allemagne, le régiment participe aux batailles de Bautzen, de Zwickau, de Leipzig durant laquelle le colonel Chauveau est tué, de Hanau et à la défense de Hambourg.
En 1814, pendant la campagne de France, il participe aux batailles de Laon et de Fère-Champenoise.
En août 1814, après la première abdication de Napoléon Ier, le 5e régiment d'artillerie à cheval est licencié et ses compagnies sont versées : 
- les 1re, 3e, 8e compagnies et le dépôt dans le 1er régiment d'artillerie à cheval,
- les 4e, 5e, 6e et 7e compagnies dans le 2e régiment d'artillerie à cheval.

## Personnalités
- Basile Guy Marie Victor Baltus de Pouilly (1766-1845), alors chef d'escadron.
- Hubert Joseph Lyautey (1789-1867), alors lieutenant.

## Sources et bibliographie
- Henri Kauffert : Historique de l'artillerie française
- Louis Susane : Histoire de l'artillerie Française
- Historiques des corps de troupe de l'armée française (1569-1900)
- Etat militaire du corps impérial de l'artillerie de France en 1811 page 367
- French Horse Artillery Regiments and the Colonels Who Led Them 1791-1815